# مونتانرا
مونتانرا (به ایتالیایی: Montanera) یک کومونه(شهرستان) در ایتالیا است که در استان کونیو واقع شده‌است.

## خصوصیات
مونتانرا ۱۱٫۱ کیلومترمربع مساحت و ۷۲۷ نفر جمعیت دارد.

## خواهرخوانده
شهر Vall de Boí خواهرخواندهٔ مونتانرا هست.